# Калина звичайна
Калина звичайна, червона калина (Viburnum opulus); місцеві назви: карина, калена, калинина — високий гіллястий кущ заввишки 2—4 м з сірою корою, з роду калина (Viburnum), родини адоксових (Adoxaceae).
Гарний плодовий і декоративний чагарник. Росте на всій території України, особливо в поліській та лісостеповій зонах.

## Опис

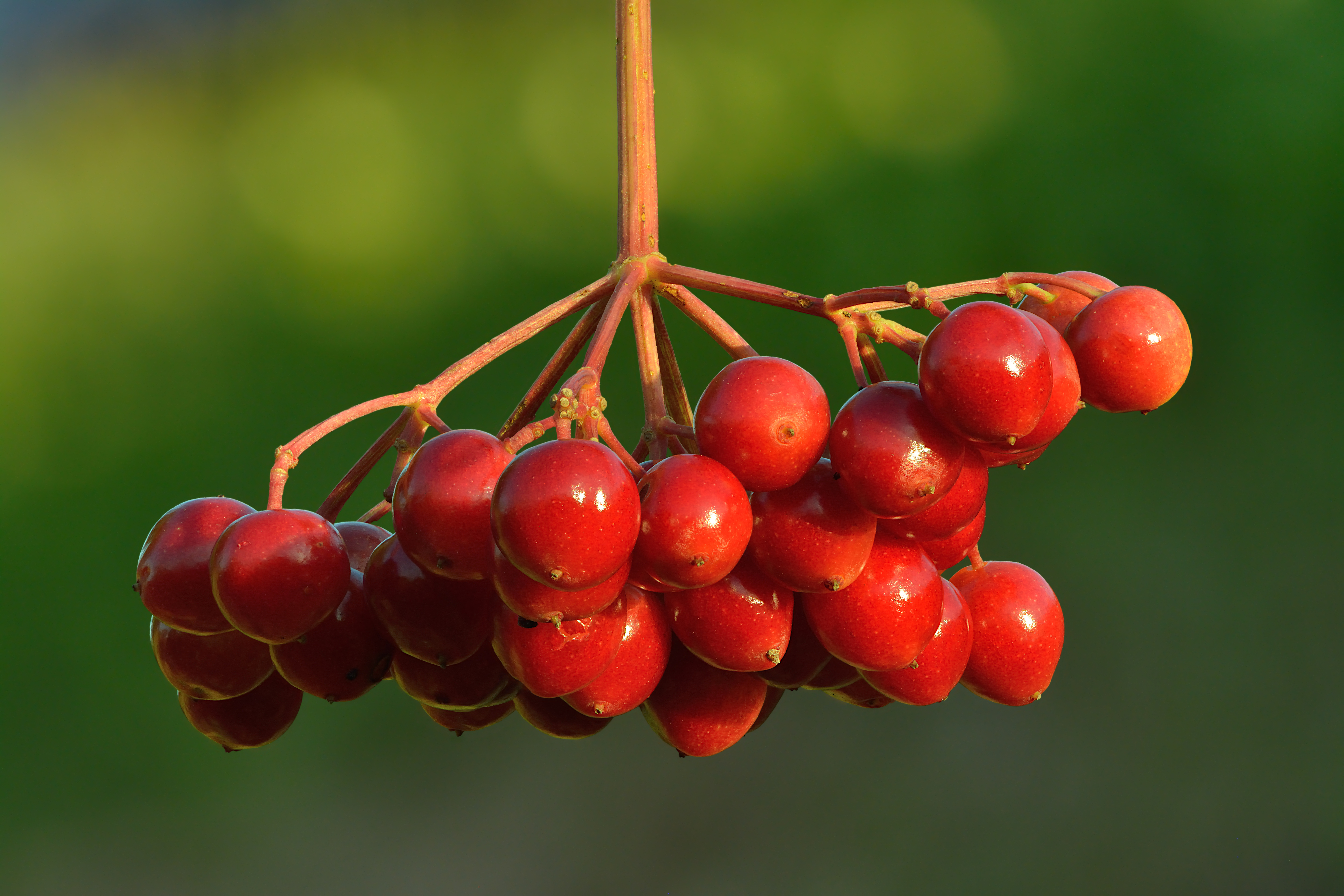
Плоди

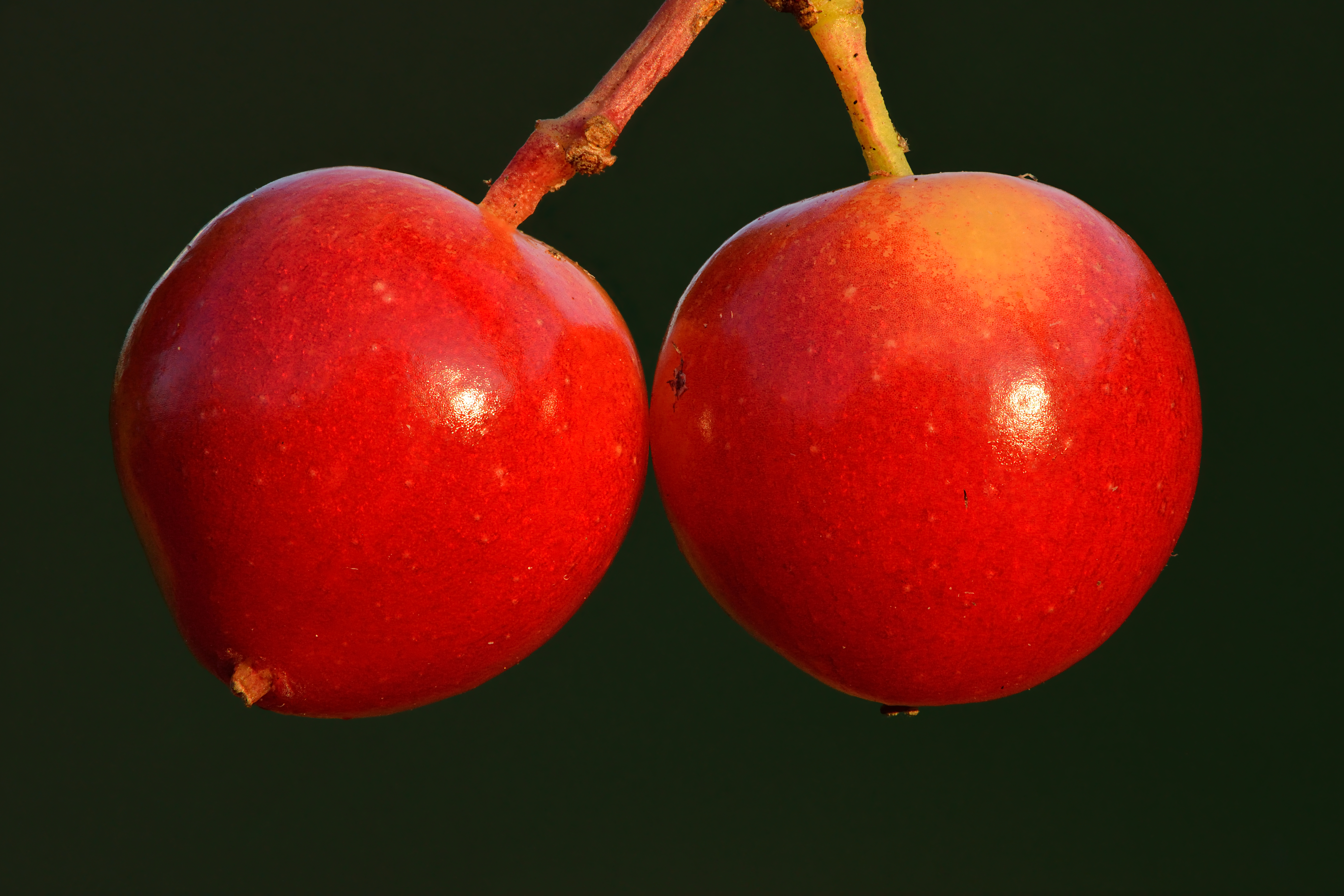
Плоди

Пагони зеленувато-сірі з супротивними, великими (до 57 мм) бруньками. Листки до 10 см завдовжки, супротивні, майже голі. Пластинка їх 3-5-лопатева з серцеподібною основою, зелена, з двома ниткоподібними прилистками, черешки довгі.
Квіти зібрані в плоскі кінцеві щиткоподібні суцвіття: крайові квітки — великі, білі, безплідні; серединні — дрібніші, двостатеві. Чашечка з п'ятьма зубчиками, віночок (до 5 мм у діаметрі) п'ятироздільний, тичинок п'ять, маточка одна, стовпчик короткий з трироздільною приймочкою, зав'язь нижня.
Плоди — ягодоподібні червоні овальні кістянки (6,5-14 мм завдовжки і 4,5-12 мм завширшки), містять забарвлену червоним соком плоску тверду кісточку. Залишаються на гілках дуже довго і прикрашають кущ навіть взимку.
Калина звичайна росте в підліску мішаних і листяних лісів, по берегах рік і водойм. Найкраще росте на понижених, добре зволожених місцях. Рослина зимостійка, тіньовитривала, але вимоглива до вологи. Квітне у травні — червні, плоди достигають у вересні.
Розмножують її зеленими і здеревілими живцями, відводками, насінням.

## Поширення

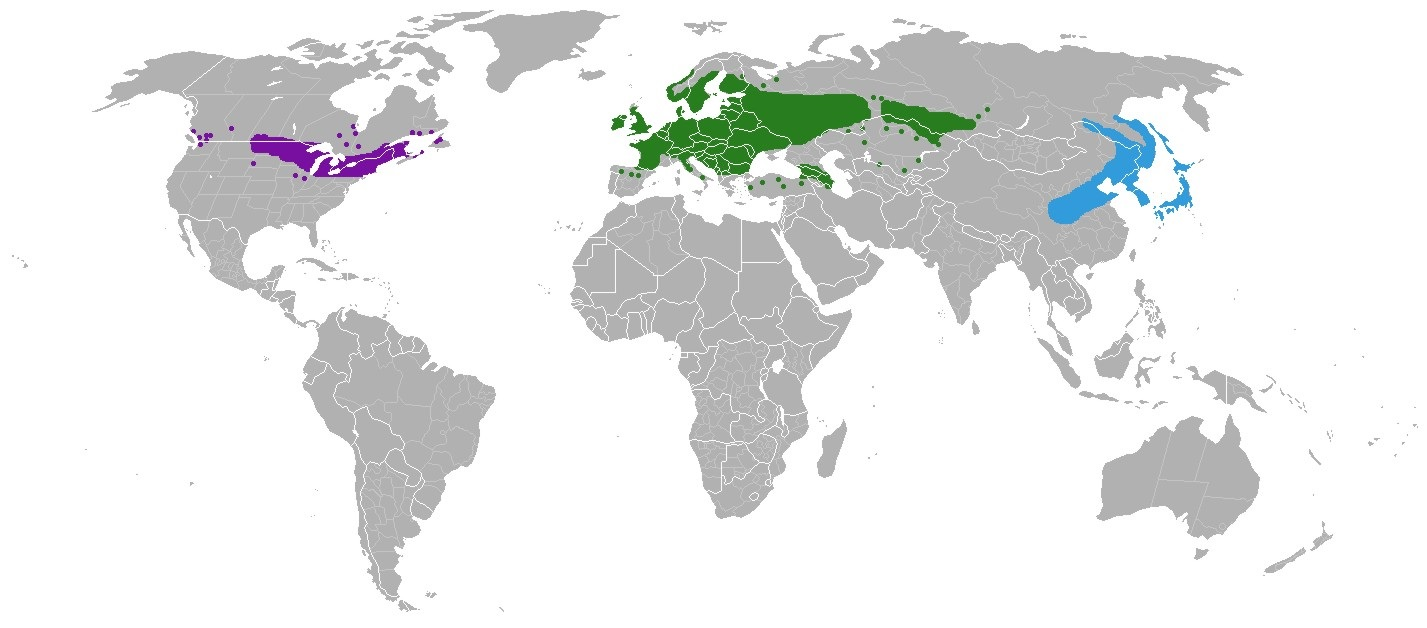
Карта поширення підвидів калини звичайної: var. opulus (зеленим), var. sargentii (блакитним) та var. americanum (бузковим).

Калина має євросибірський ареал зростання. У дикому стані росте в центральній і південній Європі, в Малій Азії, у Північній Африці, в європейській частині Росії. На півночі і заході Росії зустрічається рідше. Зустрічається у Західному і середньому Сибіру, а також у східних і північних областях Казахстану.
Північний кордон євроазійського ареалу проходить по 65° пн. ш. і досягає південного берега Білого моря, перетинаючи Північну Двіну у напрямку до Уральського хребта (61° пн. ш.). Звідси кордон спускається на південь до 59° пн. ш., потім знову досягає 61° пн. ш. і по р. Конді проходить до Західного Сибіру, перетинає Об (на 62° пн. ш.) простягається майже паралельно до її правого берега. Потім опускається на південь до 59° пн. ш., перетинає Єнісей і по цій паралелі досягає 99° сх. д.; далі межа ареалу калини відхиляється на південний схід і доходить до прибайкальського вигину Лєни. Тут, приблизно на 105° сх. д., знаходяться найсхідніші місця росту калини звичайної.
Південна межа євроазійського ареалу калини перетинає Ангару дещо вище Ангарська і північними передгір'ями Східних Саян доходить майже до широти Красноярська; потім, перетинаючи цей хребет майже в меридіальному напрямку, йде до Західних Саян і південніше Абакана (53° сх. ш.) перетинає Єнисей. Далі, спускаючись до півдня по передгір'ях Західних Саян, межа ареалу доходить до Алтаю, проходить тут приблизно по 52° сх. ш. Потім через Семей — Павлодар — Омськ, перетинаючи річки Ішим і Тобол, проходить Курган і виходить до Уральського хребта.
В Україні зростають два аборигенні види роду Viburnum: калина звичайна (Viburnum opulus) та гордовина (Viburnum lantana). Калина звичайна поширена майже по всій Україні. Основні райони заготівель — Волинська, Рівненська, Житомирська, Київська, Вінницька, Хмельницька, Тернопільська, Львівська, Івано-Франківська, Чернівецька, Закарпатська області та Крим. Запаси сировини значні.
Калина — рослина лісової і лісостепової зон; у степових районах зустрічається тільки по долинах річок. Калина є звичайною рослиною лісових ценозів, у складі підліску росте розсіяно, переважно у вологих хвойних, листяних і мішаних лісах, на галявинах, в чагарниках, на вирубках, по берегах річок, озер і боліт. Чистих заростей калина практично не утворює.

## Близький вид
Калина цілолиста, або гордовина, (Viburnum lantana L.) — відрізняється від калини звичайної опушеними пагонами, простими яйцеподібними дрібнозубчастими листками, зверху зморшкуватими темно-зеленими, знизу густо-опушеними, часто повстистими. Стиглі кістянки чорні. Поширена переважно в Лісостепу і степу. Росте в підліску листяних і мішаних лісів Європи, Азії і Африці. Тіньовитривала рослина. Має властивість омолоджувати свою кору. Висоту може мати до 4 метрів.
У корі є вітаміни і пектин. У країнах Кавказу може використовуватися деревина для виготовлення чарівних паличок. В Україні культивується популярний вид гордовини: Viburnum lantana 'Variegatum'.

## «Червона калина» в українській культурі

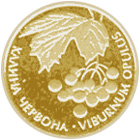
Пам'ятна монета НБУ присвячена калині

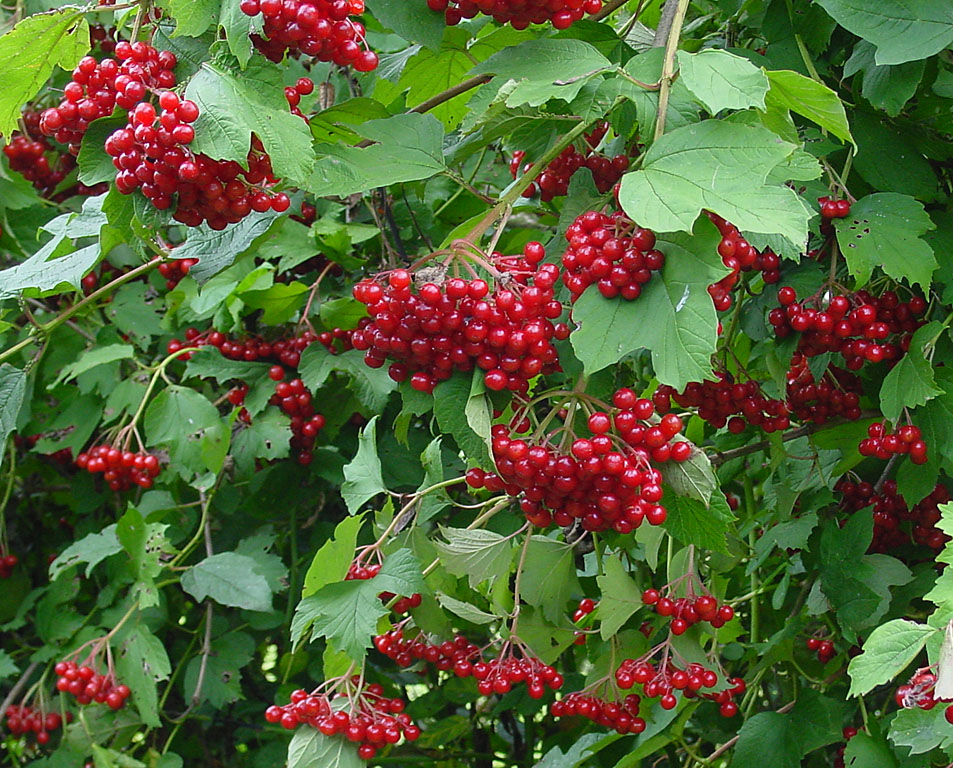
Плоди калини

Калина звичайна — дуже популярна в народі, оспівана в народних піснях рослина.
Калину  вважають символом України. Її значна поширеність на теренах України, пов'язаність із родинно-побутовими, календарними обрядами (весілля, похорони, осінній обряд «похід на калину» та ін.) зумовили перехід із світу номінативної одиниці у світ художнього образу. Найбільше цей давній фольклорний образ виступає словом-символом як домінанта в асоціативному зв'язку калина — дівчина (мати), калина — Україна, калина — кров. Домінує загальнопоширена спорідненість «калина — дівчина». Цю стійку асоціацію розглядали видатні фольклористи Микола Костомаров, О. Веселовський, Олександр Потебня.

Багато народних легенд та казок складено про калину. Серед них такі відомі як «Калинова сопілка», «Калиновий міст», «Про Калинку і Килимку».
Також калина вважалась «весільним деревом» і була обов'язковою учасницею весільного обряду. Гілками калини прикрашали столи, весільні короваї, дівочі вінки й гостинці.
Другий вид символічної спорідненості калина — Україна притаманний найбільше стрілецьким і повстанським пісням. Плоди калини стали символом мужності людей, що віддали своє життя боротьбі за Україну. Для українців, що відстоювали загальнонаціональні інтереси, вели непримиренну боротьбу з поневолювачами українського народу, девізом стало варіанти пісні С. Чарнецького, Г. Труха «Ой у лузі червона калина»:
| …А ми тую червону калину підіймемо, А ми нашу славну Україну, гей, гей, розвеселимо… |
Завдяки червоним ягодам, які нагадують краплі крові, калина в українців стала символом пролитої козацької крові. Ця архаїчна значущість слів калина — кров за традицією зберігається і у піснях воєнної тематики нового часу:
| У діброві при долині вітер повіває, Там над стрільчиком калина слізоньки ковтає. Ой червоні тії сльози з стрілецької рани, Впав бідненький при долині, більше вже не стане |
Подібно, «калина на могилі» має стійке символічне значення: тужлива пам'ять за померлим на чужині молодим козаком чи хлопцем, сином, братом:
| А на тій могилі червона калина, За стрільцем ридає молода дівчина. |

## Хімічний склад
Кора
Кора містить глікозид вібурнін, дубильні речовини (близько 2%), солі валеріанової і каприлової кислот, оцтову, мурашину, пальмітинову, ізовалеріанову, олеїнову, лінолеву, капронову, і церотинову кислоти, смоли (близько 6,5%), цукри, фітостерин, виявлено сапоніни тритерпенової структури (близько 7%).
Плоди
Плоди калини містять цукри 5-6% (за іншими даними — інвертний цукор близько 32%), білки (0,37%), ізовалеріанову й оцтову кислоти (2,56%), дубильні і фарбувальні речовини, вітамін С, флавоноїди (астрагалін, кверцетин, кемпферол, пеонозид та інші), біфлавоноїд аментофлавон. 

Пектинові речовини представлені, переважно, протопектином. Органічні кислоти у стиглих плодах калини звичайної представлені, в основному, яблучною, лимонною, мурашиною, каприловою, валеріановою, ізовалеріановою і хлорогеновою, є також сліди хінної, кофейної і оцтової кислот, що становлять до 3%. Зелені плоди (на відміну від стиглих) багаті також хінною і кофейною кислотами, вміст яких значно знижується при дозріванні.
Здатність накопичувати аскорбінову кислоту до певного рівня є генетично зумовленою видовою ознакою. В. П. Петрова (1986) вважає, що окультурення дикорослих рослин сприяє формуванню великих ягід, але вміст аскорбінової кислоти
при цьому знижується.
Амінокислотний склад плодів калини звичайної дуже мало вивчений. Тільки за останні роки В. Д. Іванов зі співавторами (1985) та Д. К. Шапіро, І. Р. Кісілевський зі співавторами (1992) встановили наявність у плодах калини звичайної 13 вільних амінокислот, серед яких переважає серин, глютамінова кислота, аланін (відповідно 14,9:21,8:37,2 мг/100 г). Аргінін, аспарагінова кислота, гліцин, гістидин, ізолейцин, лейцин, лізин, пролін, треонін становлять 2,6-8,5 мг/100 г
У плодах калини звичайної міститься тирозин, який в організмі людини є попередником гормонів адреналіну, норадреналіну, тироксину, трийодтироніну. Калина є акумулятором таких хімічних елементів, як калій, залізо, алюміній, цинк. Вивчення мінерального складу засвідчило, що плоди характеризуються високим вмістом сполук марганцю — 0,03; міді — 0,40; брому — 0,12; селену — 9,75; нікелю — 0,23; стронцію — 0,33; срібла — 0,08; йоду — 0,09; бору — 3,2 мг/г.
Квіти
У квітках виявлено флавоноїди, органічні кислоти, вітамін С та ефірну олію. 
Насіння

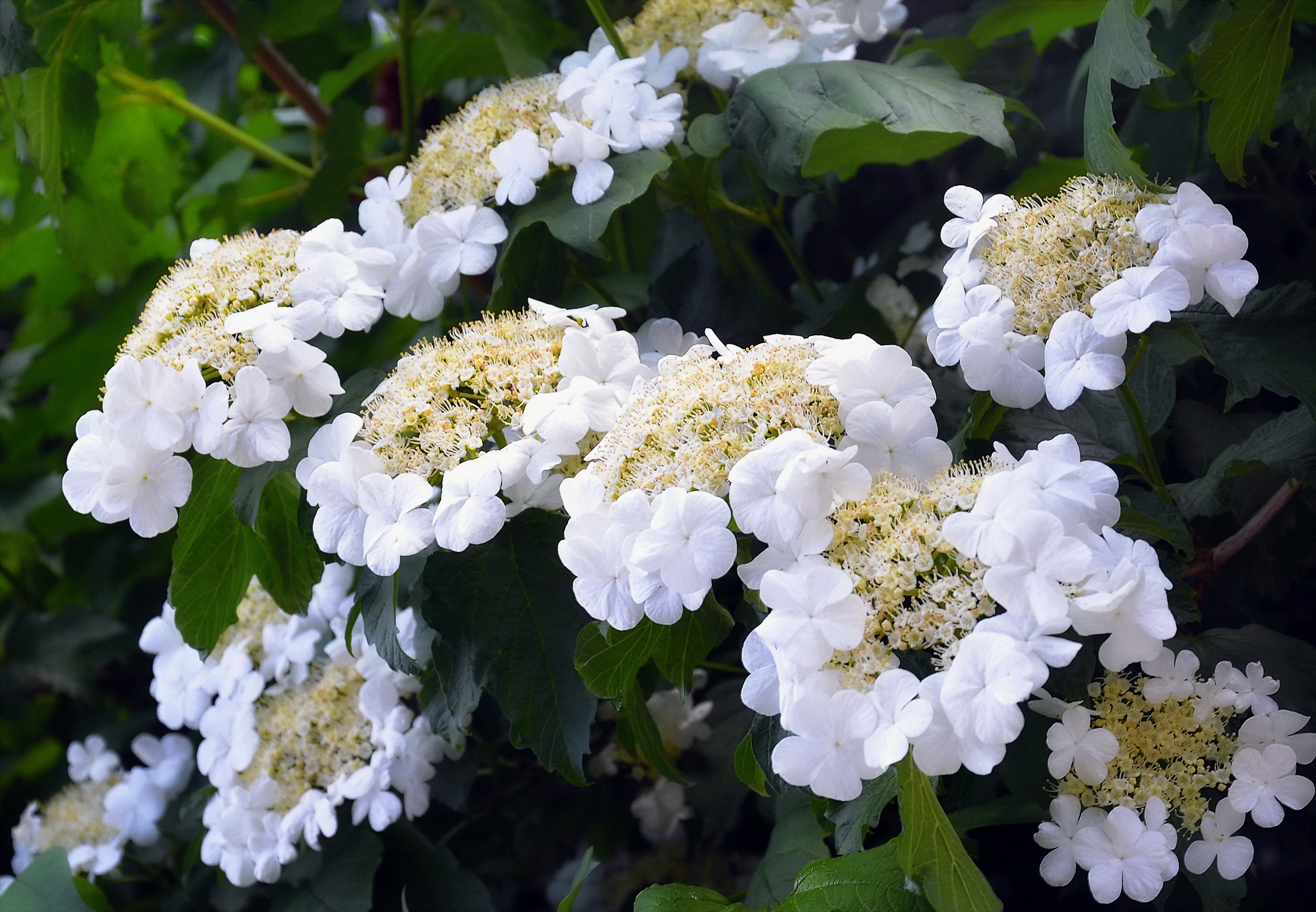
Калина звичайна (Viburnum opulus). Квіти

У насінні виявлено жирну олію (близько 21%).

## Практичне використання
У народній медицині відома з XIV ст.
Лікарська, харчова, вітамінозна, медоносна, фарбувальна і декоративна рослина.

### У медицині
У науковій медицині застосовується кора калини (лат. Cortex Viburni) як кровоспинний засіб при внутрішніх кровотечах, особливо маткових, як заспокійливий — при істерії, а також знижує кров'яний тиск.
Плоди використовують як сечогінний і вітамінний засіб, при шлункових і простудних хворобах.
Екстракт кори на 50% спирті у співвідношенні 1:10 призначають для припинення маткових кровотеч, а також для усунення болю при менструаціях. Вживають всередину по 20—30 крапель 2—3 рази на добу за 30 хв до їди. Водний відвар кори у співвідношенні 1:20 вживають по 1 столовій ложці 3 рази на добу за 30 хв до їди як гемостатичний, антисептичний та болетамувальний засіб.
У народній медицині кору застосовують при простуді, золотусі, носових кровотечах; плоди (лат. Fructus Viburni opuli) — при геморої; сік — при горлових простудах, кашлі, хворобах шкіри(настій плодів калини п'ють проти фурункулів, карбункулів, екземи, різних висипів на тілі). Квітки і плоди — при склерозі, туберкульозі легень, гіпертонії, захворюванні нирок, серцевих хворобах і як потогінний засіб. Є дані про позитивний вплив плодів при лікуванні ракових захворювань (сік з плодів калини з медом використовували в народній медицині для лікування раку молочної залози, для профілактики раку шлунка при гіпоацидному гастриті), діатезу, виразки шлунка.
У дерматології й косметиці свіжий сік плодів є добрим засобом проти вугрів, висипів та пігментних плям на обличчі.
У гомеопатії застосовують есенцію з свіжої кори. У ветеринарній практиці квітки й плоди використовують при лікуванні ящура, запалень слизових оболонок верхніх дихальних шляхів і ротової порожнини тварин.

### У харчуванні
В їжу плоди калини вживають після проморожування, коли вони втрачають гіркий смак. Плоди їстівні, хоча у великих кількостях шкідливі для дітей. Злегка токсичні властивості ягід, найвиразніше зникають після перших приморозків, або при високій температурі. У народі з плодів калини готують начинку для пирогів, киселі, пастилу, приправи до м'ясних страв. Роздушені ягоди з насінням або тільки витиснений сік можна змішувати з цукром у співвідношенні один до одного і зберігати в підвалі або холодильнику.
В Україні калину тушать з дрібно порізаним гарбузом. Потім цю суміш гарно перемішують, додають цукор і одержують смачне начиння для пирогів.
Завдяки високому вмісту пектинів плоди калини використовують для виготовлення мармеладу, їх консервують, готують наливки, лікери, фруктово-ягідні вина, застосовують, як чайно-кавові сурогати.

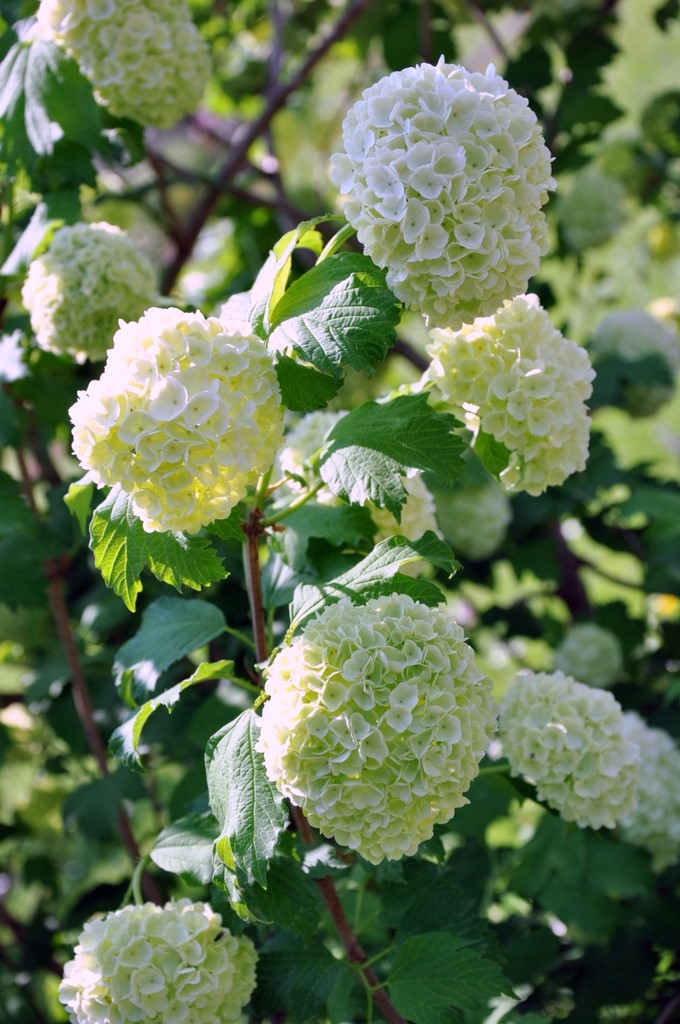
Сферичні суцвіття калини звичайної, форма «снігова куля» (буль-де-неж)

Калина — посередній пізньовесняний медо- і пилконос, що дає підтримуючий взяток. Медопродуктивність її до 30 кг з 1 га.

### У промисловості
Плоди калини дають червону фарбу, кора — чорно-зелену, придатну для фарбування шерсті.
Деревина жовтувато-бура з білою заболонню, використовується для дрібних виробів. Є дані про високу ефективність плодів проти деяких бактерій і вірусів.

### Декоративне значення
Калина звичайна має високі декоративні властивості як у період цвітіння, так і при достиганні плодів. У культурі зустрічається ряд форм. З декоративних форми калини особливо поширена форма буль-де-неж — Viburnum opulus var. sterile з великими повними сніжно-білими суцвіттями.
- Калина звичайна, форма карликова[1]. Чагарник у формі кулі, до 1 м в діаметрі, з дрібним листям, майже не квітне. Цінується за низькорослу кулясто-декоративну форму куща. Добре розмножується зеленими живцями, порослю і відводками.
- Калина звичайна, форма «снігова куля» (буль-де-неж)[1]. Крупний чагарник висотою до 5 м. Квітки стеріальні, зібрані у великі, спочатку зеленуваті, потім сніжно-білі кулясті суцвіття. Квітне щорічно і рясно. Розмножують відводками та зеленими живцями. Цінується за винятково декоративне і рясне цвітіння[1]. Використовується у парках, для створення окремих груп і живоплотів.

Калина звичайна ціниться в лісомеліоративних насадженнях як ґрунтозахисна порода, а також порода, що приваблює корисних птахів.

## Збирання, переробка та зберігання

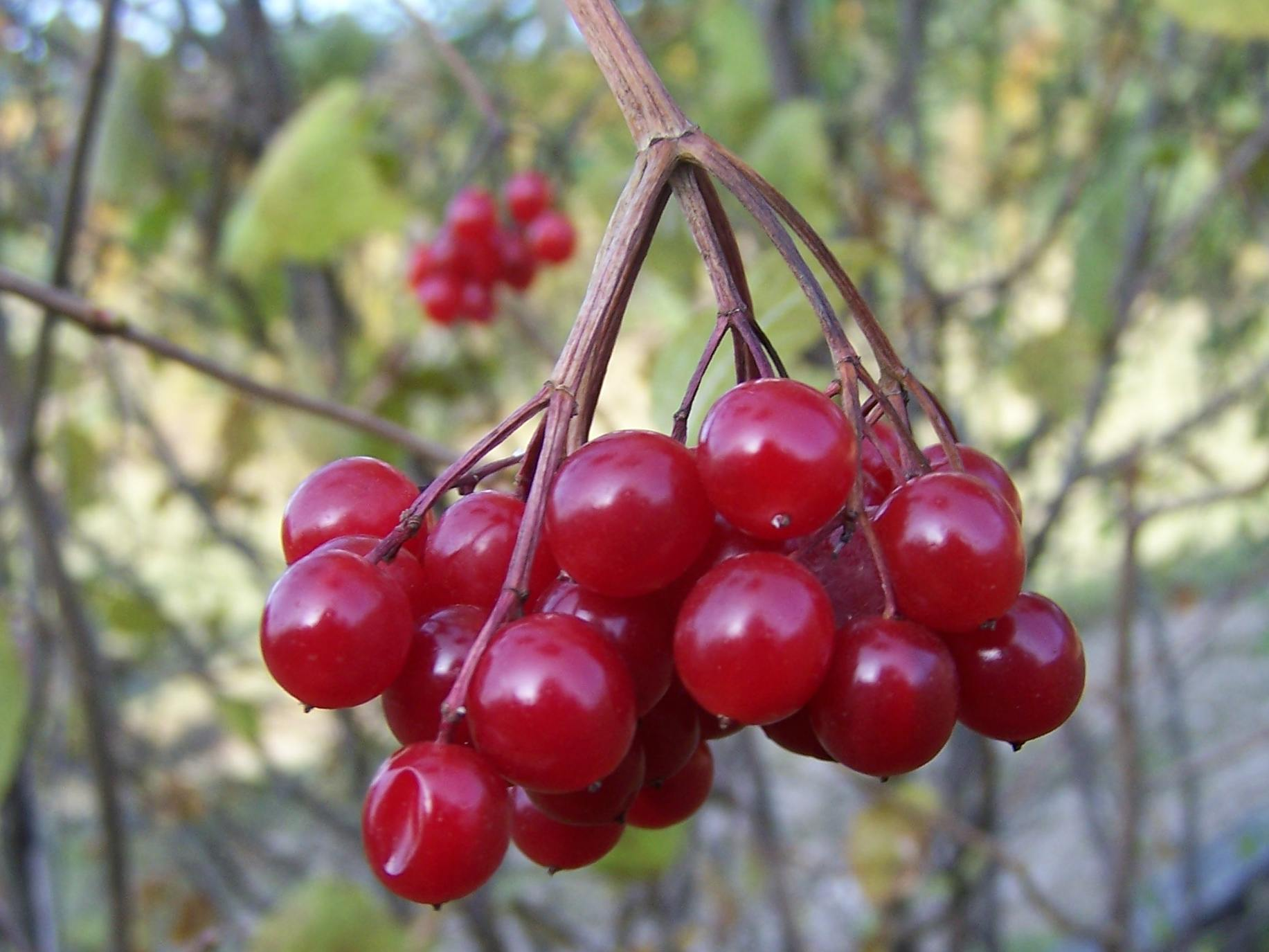
Плоди калини восени

Кору збирають з молодих пагонів у квітні — травні шляхом нанесення кільцевих надрізів, які з'єднують потім поздовжніми. Сушать на горищах, під наметами, розстилаючи тонким шаром. Сушіння припиняють, коли кора стає ламкою. Вихід сировини — 34—40 %. Кору пресують і упаковують у тюки або пакети вагою по 50 або 75 кг. Строк зберігання — до чотирьох років.
Плоди збирають у вересні — жовтні (також, після перших заморозків), зрізуючи ножами або секаторами, складають у кошики. Сушать у печах або сушарках при температурі 50-60°. Потім обмолочують, відділяючи гілочки і плодоніжки, сортують. Сухі плоди пакують у мішки вагою по 20, 30, 40 кг і зберігають у сухих, добре провітрюваних приміщеннях, на стелажах.
Після збирання зв'язані в пучки ґрона калини можна довго зберігати в неопалюваних приміщеннях або на горищах.
Квітки калини звичайної (лат. Flores Viburni opuli) збирають у період цвітіння, швидко сушать у затінку і зберігають у коробках, вистелених папером. Квітки використовують лише в народній 
медицині.
Калина гордовина має їстівні плоди, ціниться як підлісок в лісомеліоративних насадженнях на чорноземних ґрунтах.

## Галерея

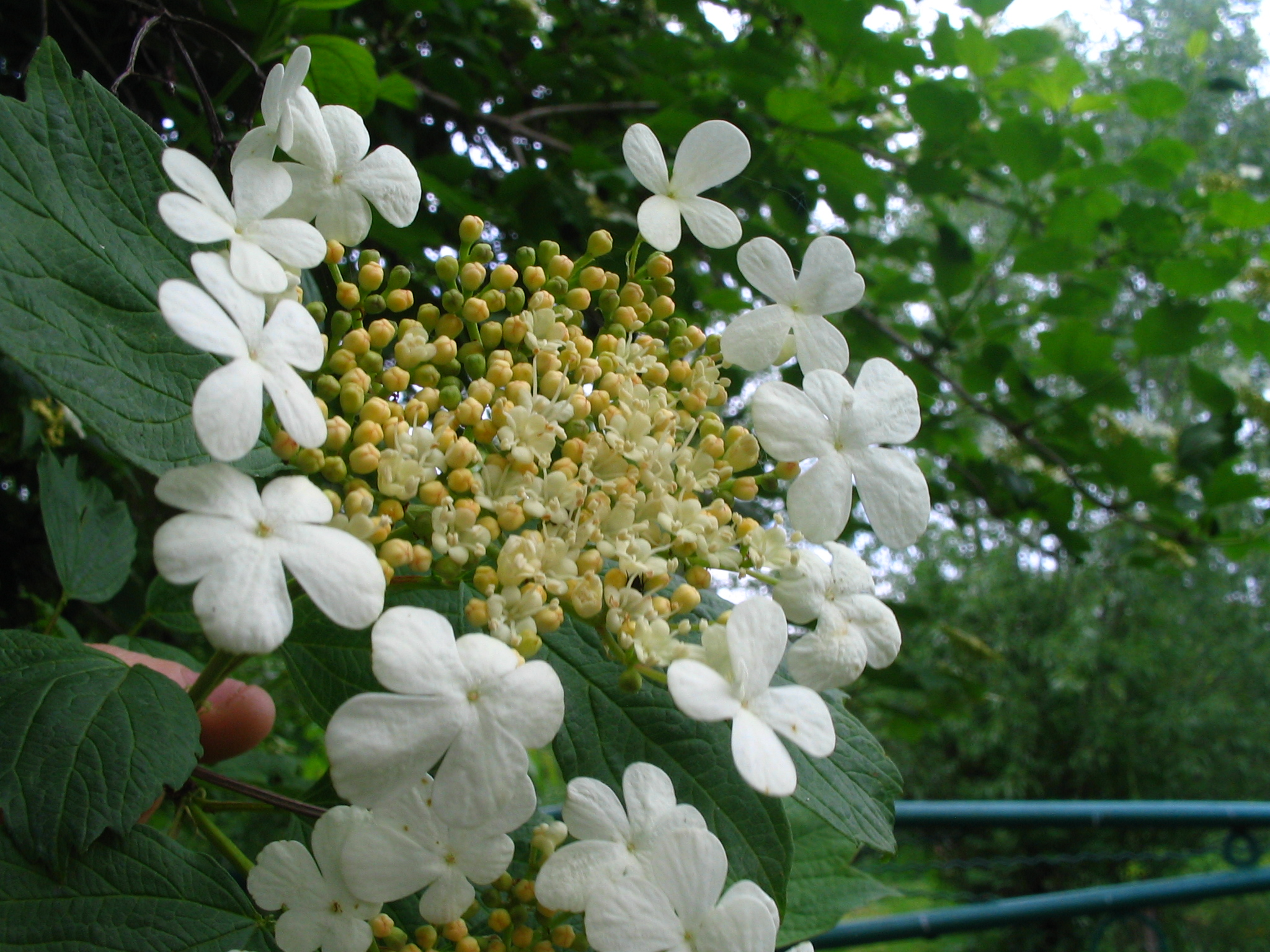
Цвіт Калини в травні
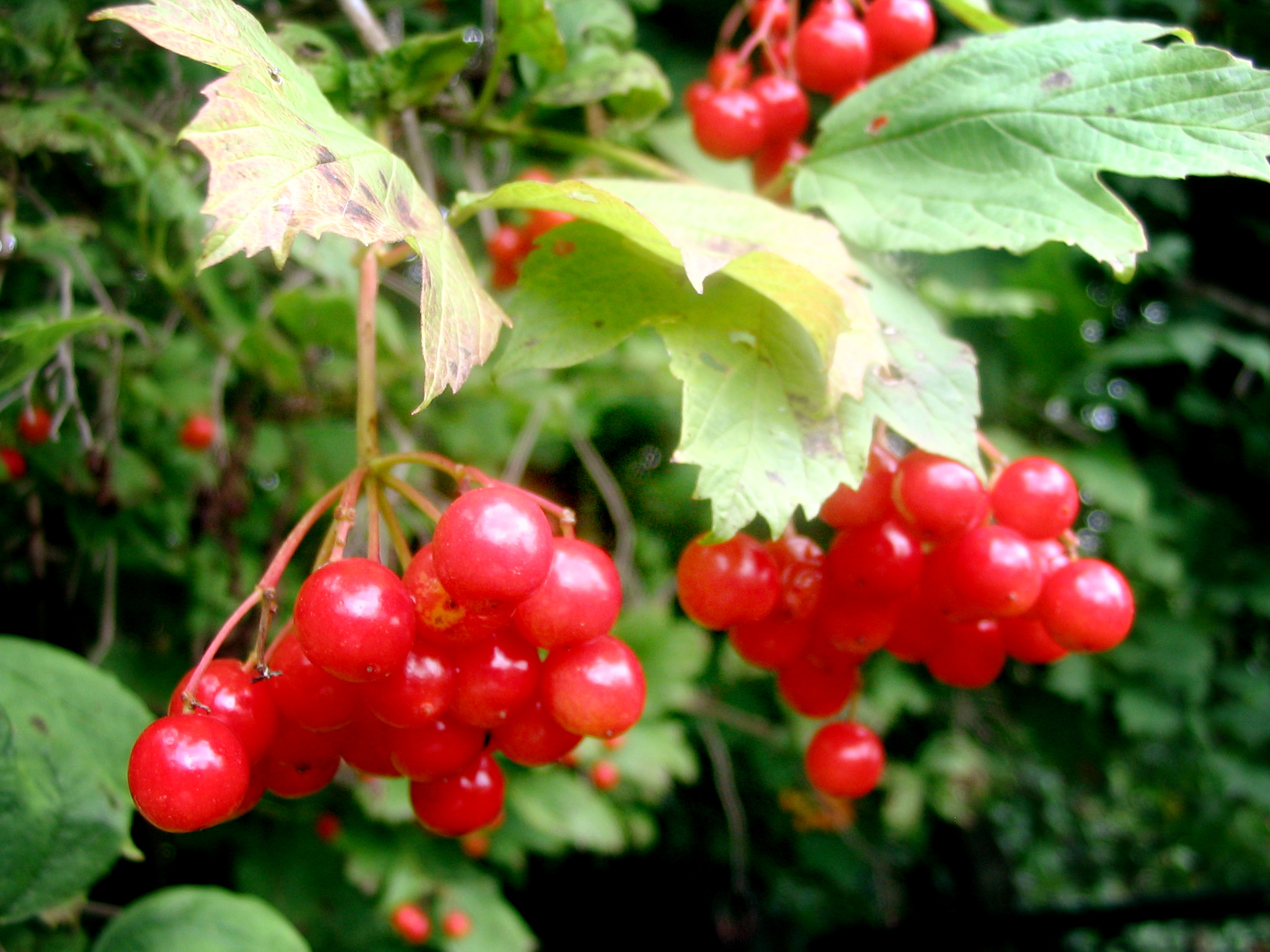
Плоди калини в серпні
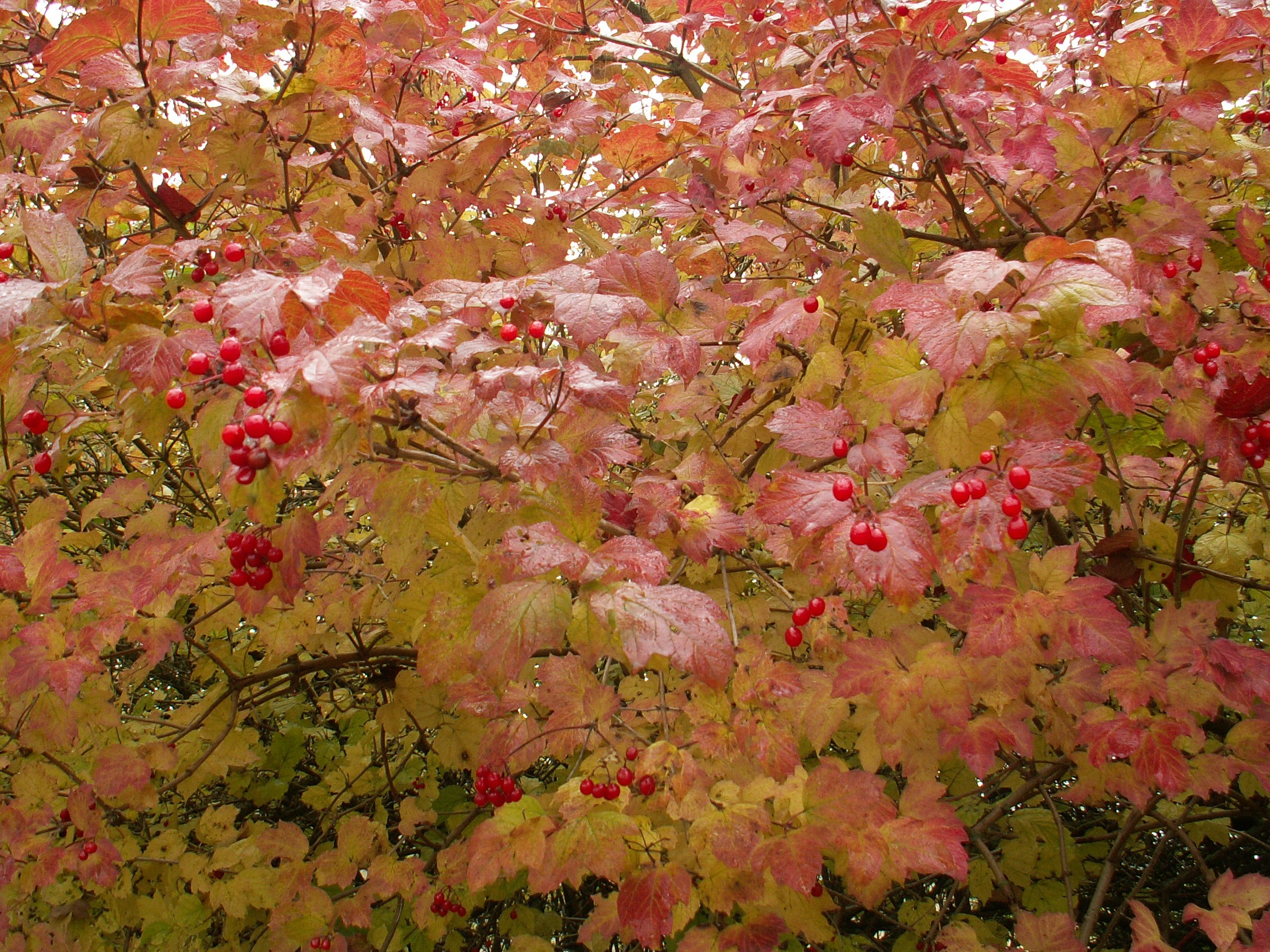
Листя калини восени
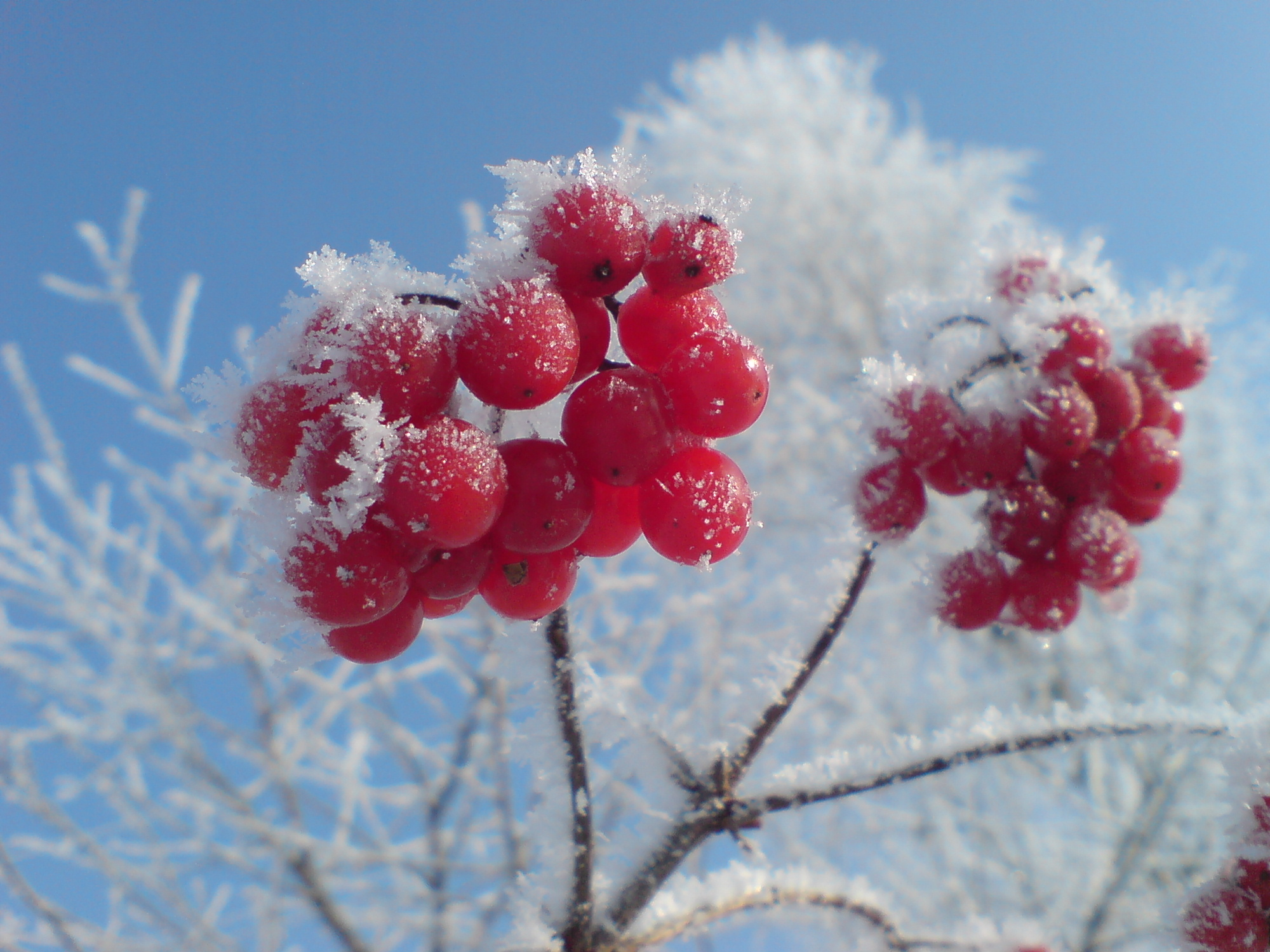
Плоди калини на початку зими
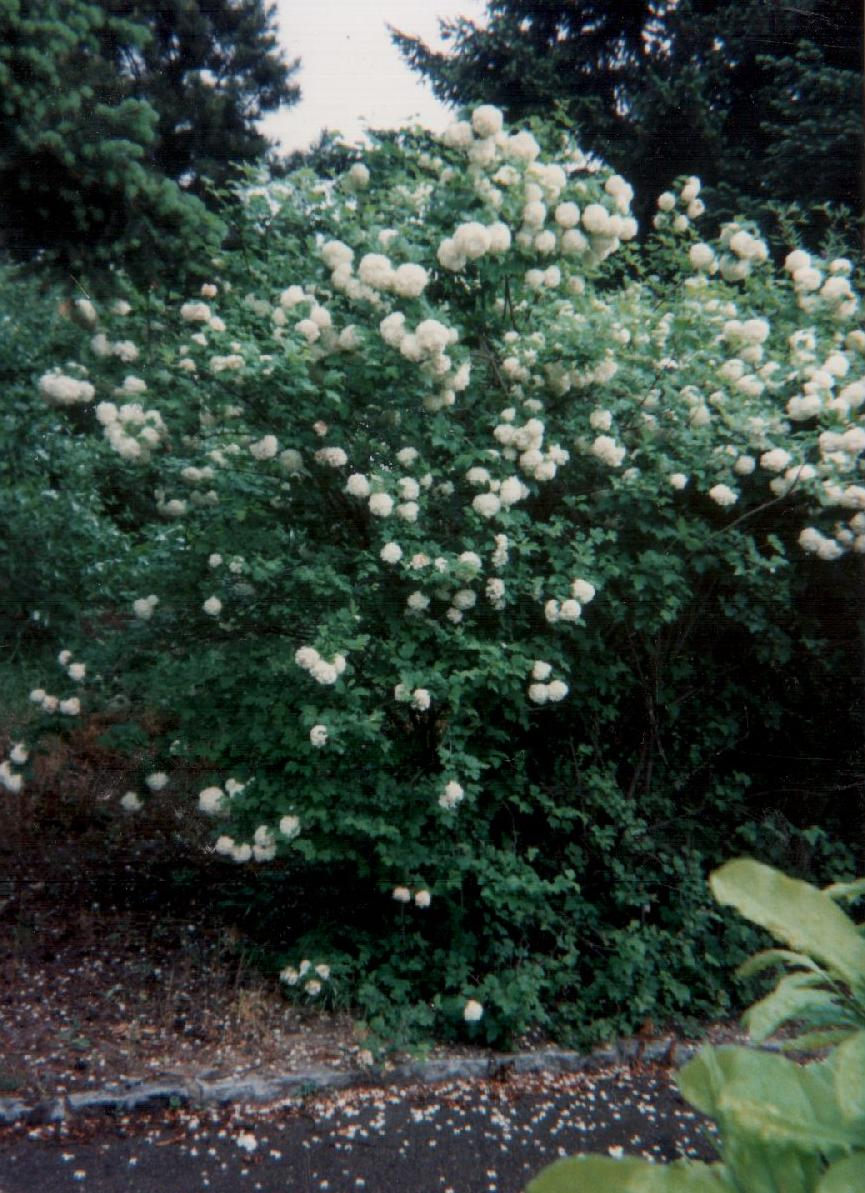
Декоративний кущ під час цвітіння
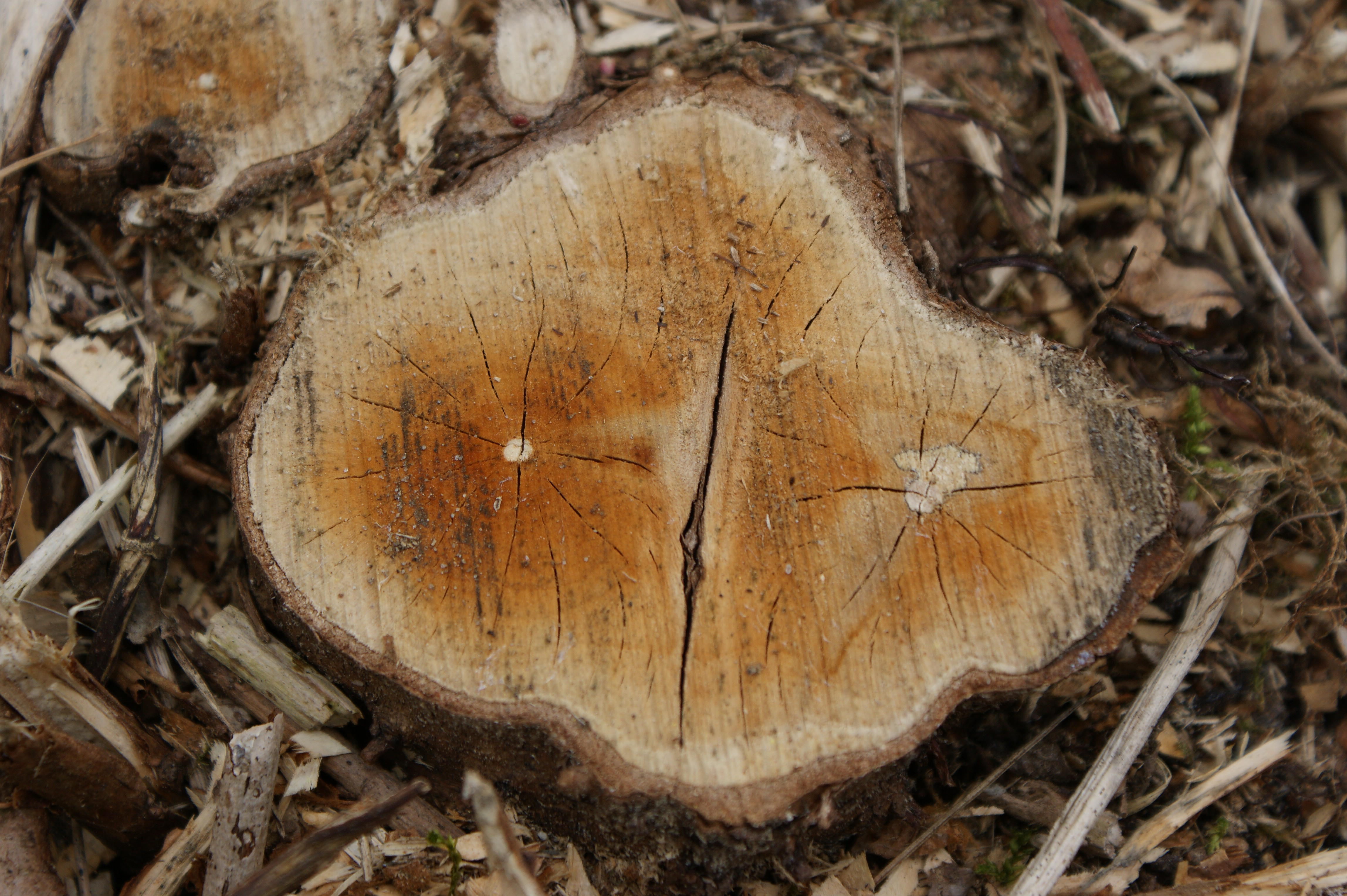
Поперечний переріз стовбура калини
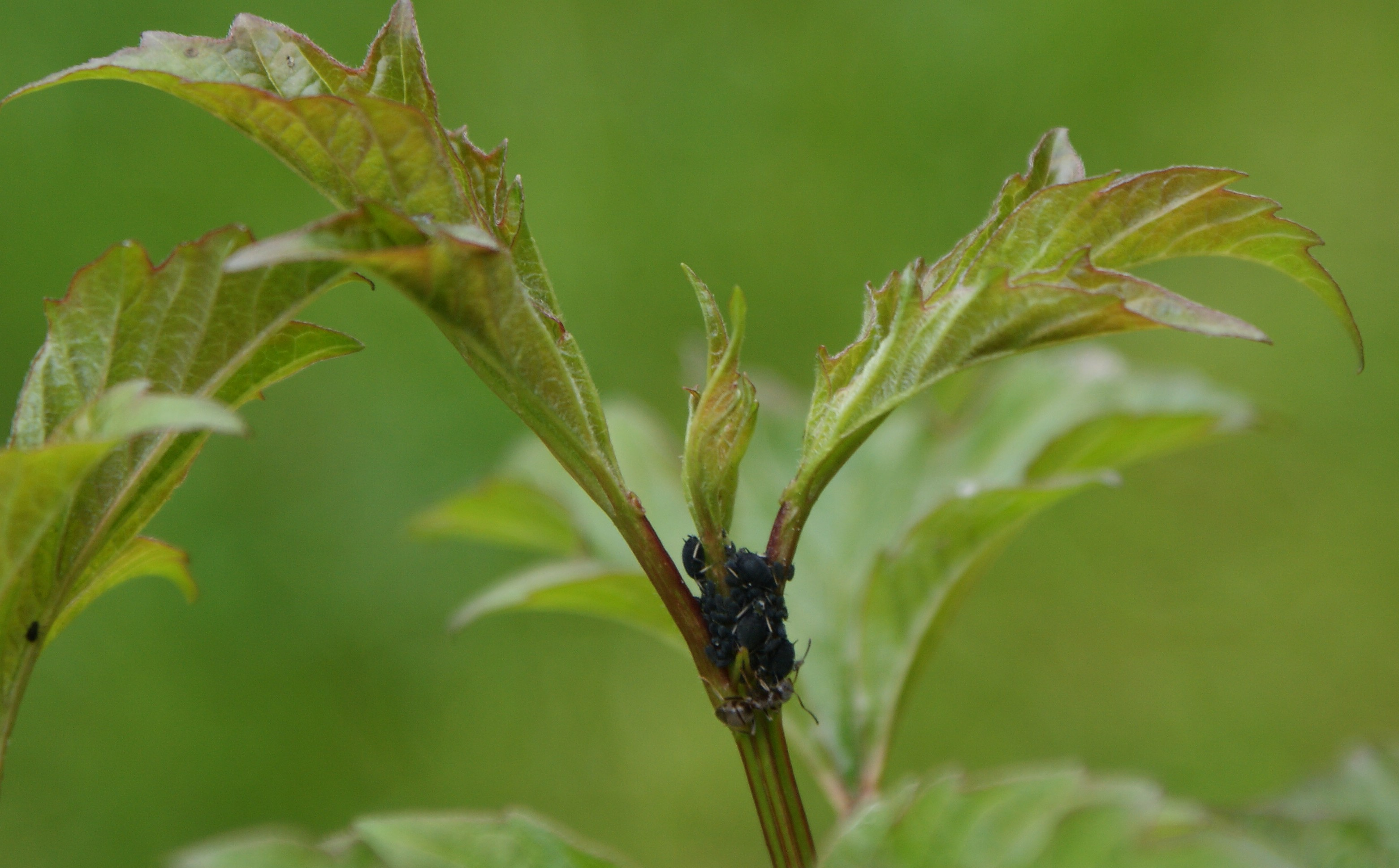
Шкідники (Чорні попелиці на молодих пагонах калини)
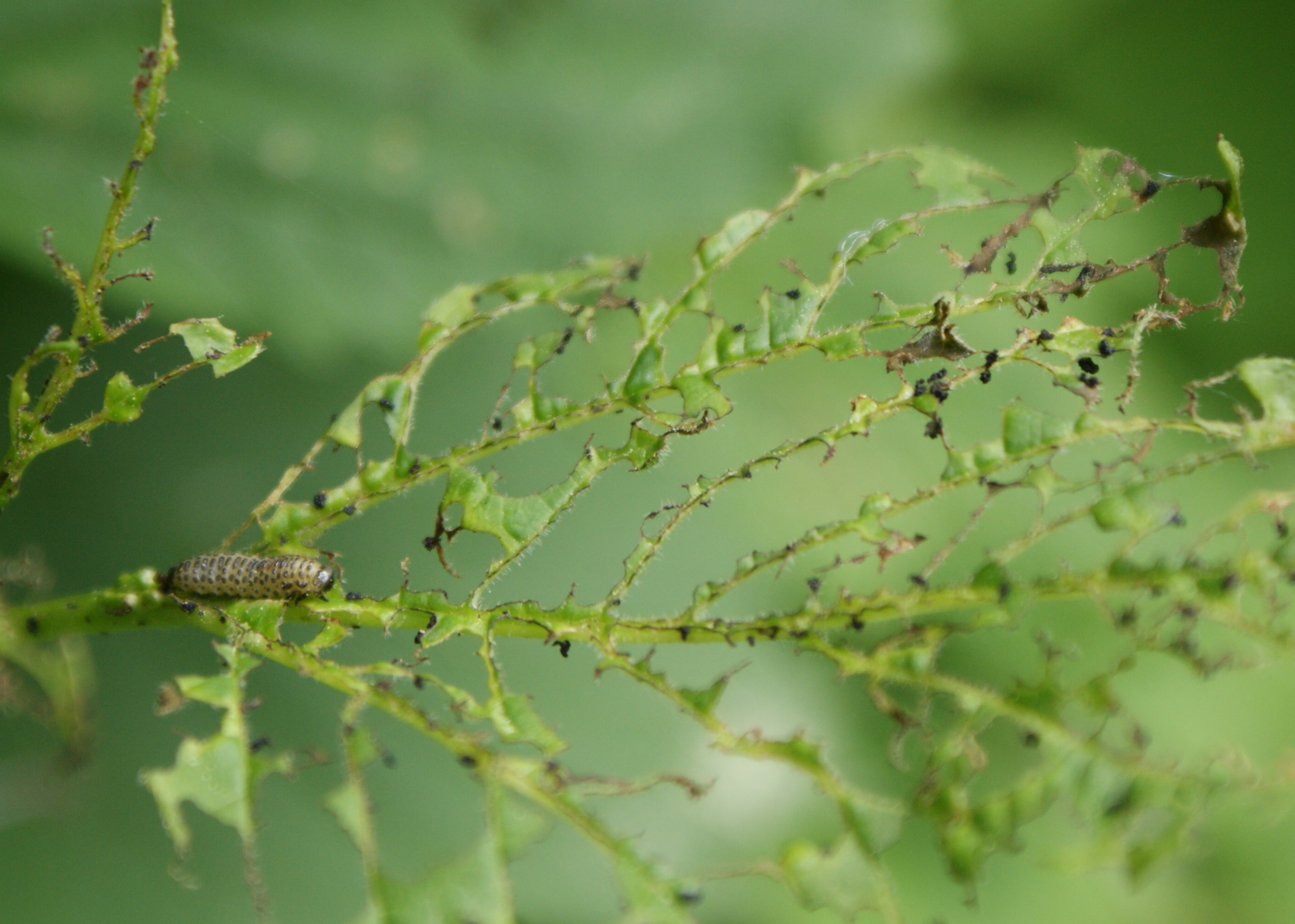
Листя калини з'їдене гусеницею